# Родригес, Кайке
Кайке Морено де Андраде Родригес (порт. Kayke Moreno de Andrade Rodrigues; род. 1 апреля 1988, Бразилиа), или просто Кайке — бразильский футболист, нападающий клуба «Катар СК».

## Клубная карьера
Начинал заниматься футболом в родном городе — в Бразилиа. Затем в юношеском возрасте переехал в Рио-де-Жанейро, где провёл один год в академии Зико, после чего попал в структуру местного «Фламенго», с которым в итоге и подписал первый профессиональный контракт.
В 2010 году покинул Бразилию и отправился в Европу, перейдя на правах аренды в шведский «Хеккен». После этого были также аренды в норвежском «Тромсё» и датском «Ольборге». С последним в 2011 году подписал полноценный контракт.
В 2013 году вернулся в Бразилию, где выступал за «Парану», «Атлетико Гоияниенсе», АБС и «Фламенго».
В 2016 году перебрался в японский клуб «Иокогама Ф. Маринос», за который выступал на протяжении сезона. Затем были аренды в бразильские «Сантос», «Баию» и «Флуминенсе».
В 2019 году по завершении контракта с японской командой подписал контракт с «Гоясом».
27 сентября 2019 года перебрался в чемпионат Катара, подписав контракт со столичным «Катар СК». В его составе дебютировал в Старс-лиге 5 октября в домашней игре с «Аль-Ахли».